# Drottningen 4

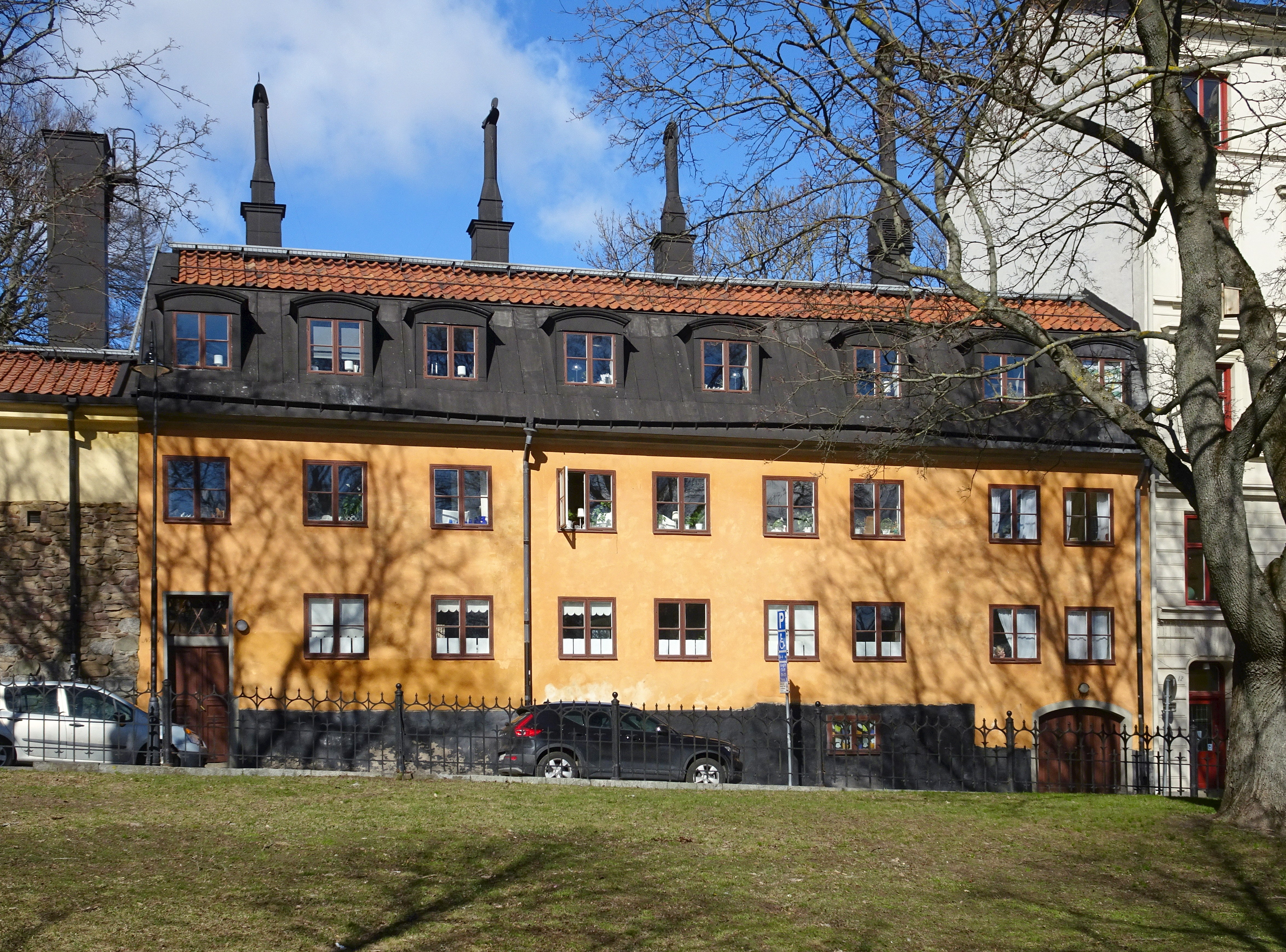
Högbergsgatan 14, mars 2019.

Drottningen 4 är en kulturhistoriskt värdefull fastighet i kvarteret Drottningen, vid Högbergsgatan 14 på Södermalm i Stockholm. Byggnaden uppfördes i etapper på 1750-talet och 1830-talet. Fastigheten ägs av AB Stadsholmen och är blåmärkt av Stadsmuseet i Stockholm, vilket innebär att den utgör "synnerligen höga kulturhistoriska värden".

## Historik

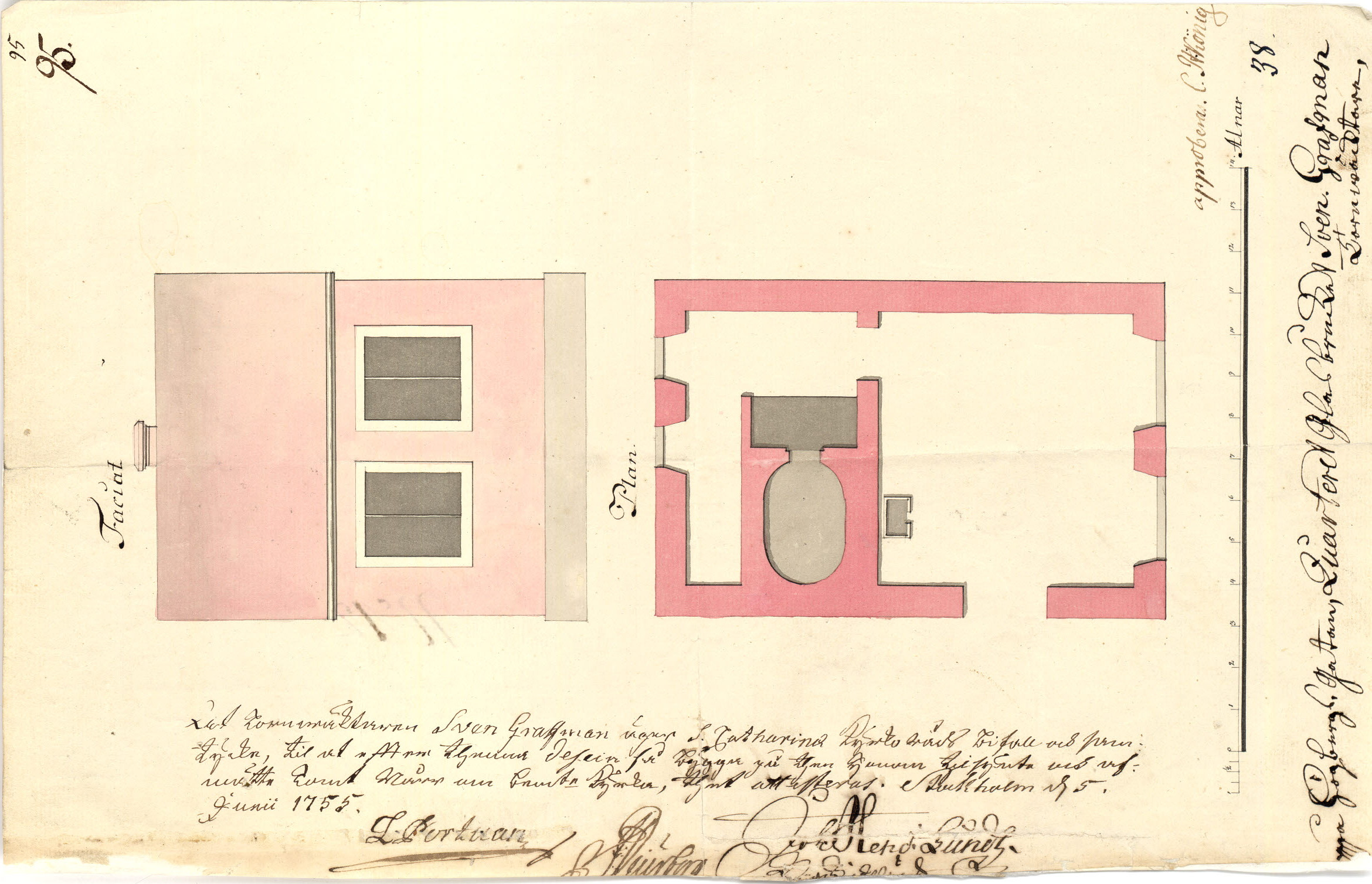
Grafmans första hus, ritning, juni 1755.

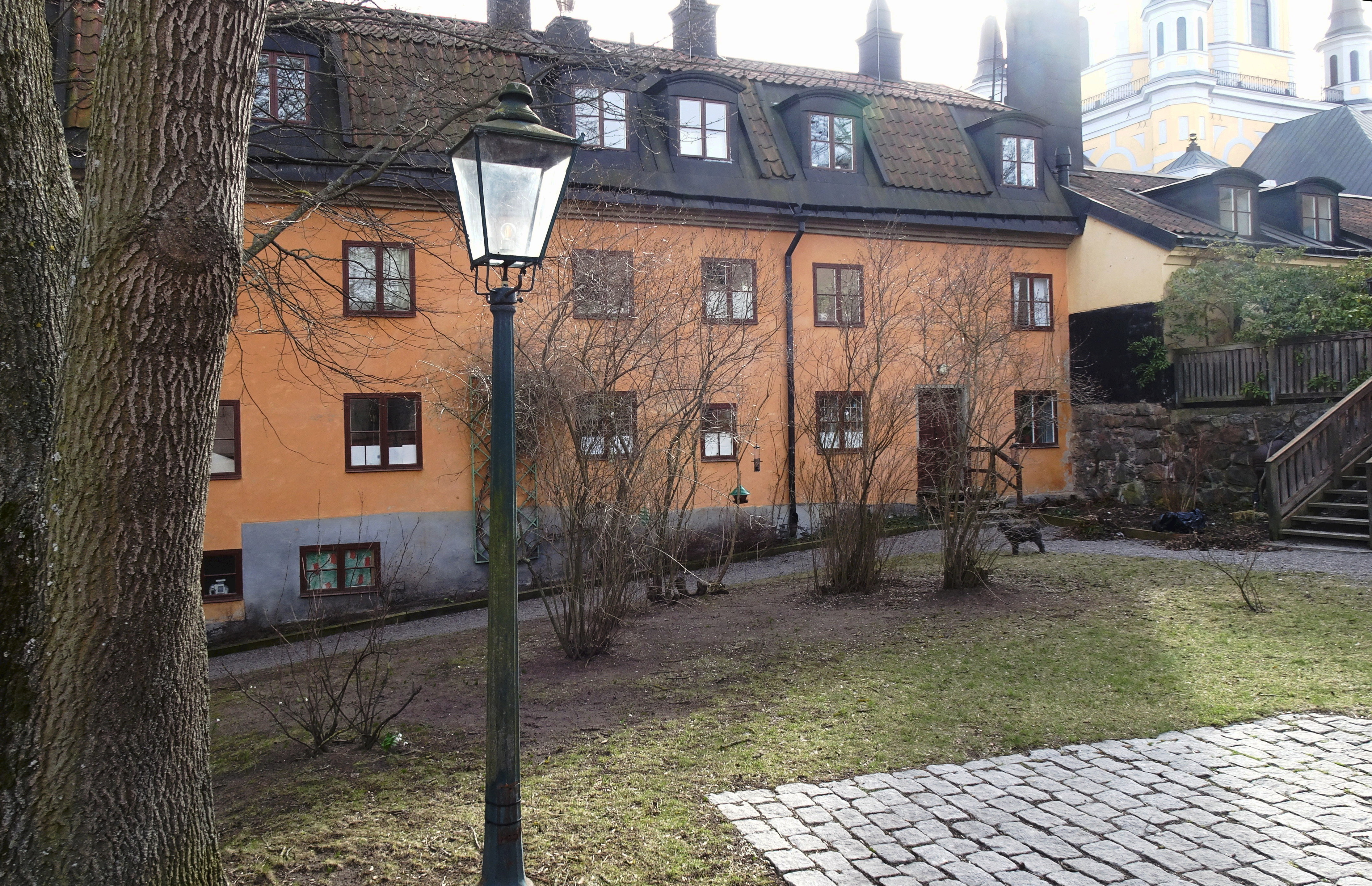
Innergården, mars 2019.

Fastigheten hette tidigare Glasbruket Östra 8 och ligger mittemot Katarina kyrka mellan Högbergsgatan och Roddargatan. På tomten finns ett bostadshus och ett uthus, båda i sten. Grannen i väster är fastigheten Drottningen 5, byggd 1757 och grannen i öster, Drottningen 4, uppfördes 1881. Även de ägs och förvaltas av AB Stadsholmen.
Fastigheten Drottningen 4:s äldsta del uppfördes på 1750-talet för tornväktaren i Katarina kyrka, Sven Grafman. Till en början hade huset bara en våning och två fönster mot gatan. Det innehöll ett rum (mot gatan) och ett kök med stor bakugn (mot gården) samt två vindskammare. Senare lät Grafman förlänga huset i öster motsvarande ett rum.
När skomakarmästare Jonas Wilhelm Gustén ägde byggnaden på 1830-talet förlängdes huset mot väster och gamla och nya delen höjdes med en våning. 1838 hade byggnaden fått sitt nuvarande utseende, då hade den en längd av nio fönsteraxlar, två våningar och en inredd vindsvåning under ett brutet sadeltak. Bottenvåningen innehöll bland annat en bagarstuga. På våningen en trappa fanns sex rum och vindsvåningen sju rum, som uthyrdes.

## Stockholms stads tar över
År 1907 köptes fastigheten av Stockholms stad, men det skulle dröja till början av 1970-talet innan staden lät modernisera husets bostäder. Mindre lägenheter slog ihop till större och samtliga fick badrum och kök enligt gällande standard. För ritningarna ansvarade Göran Streijffert på arkitektkontoret AOS Arkitekter som även ritade ombyggnaden för grannhuset Drottningen 5.